# Domus ecclesiae de Doura Europos

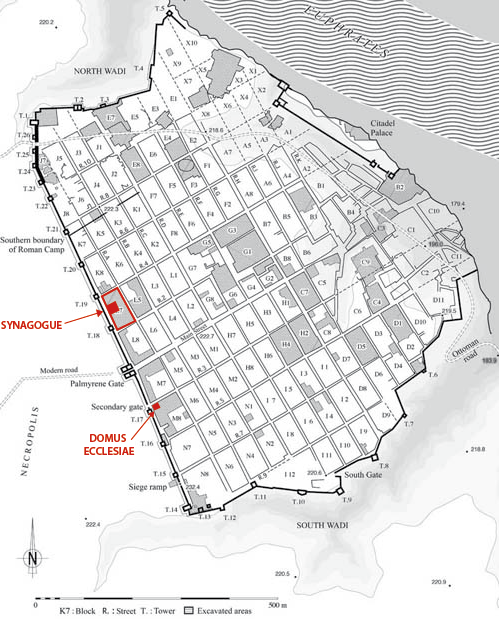
Localisation de la domus ecclesiae dans l'îlot M8 de Doura Europos.

Vue isométrique de la domus ecclesiae de Doura Europos.

La domus ecclesiae de Doura-Europos est un édifice de culte chrétien aménagé dans une ancienne maison particulière de l'îlot M8 de la ville de Doura Europos sur l'Euphrate, en Syrie orientale. C'est la plus ancienne chapelle chrétienne conservée et précisément datée, pourvue d'un baptistère, et ornée des plus anciennes fresques chrétiennes.
Sa construction remonte à 241, peu de temps avant la destruction de la ville par les Perses en 256, et résulte du simple réaménagement d'une demeure particulière. Lors des préparatifs défensifs du siège perse, les habitants de la ville élevèrent un remblai doublant le rempart sur toute sa longueur, en comblant la rue adjacente jusqu'à la hauteur du chemin de ronde, ainsi qu'une grande partie des édifices qu'elle longeait : cette opération eut pour résultat l'enfouissement et la préservation dans un état exceptionnel de conservation de plusieurs édifices cultuels tels que la synagogue, le mithraeum, le temple de Bêl, et donc la chapelle chrétienne.
Celle-ci fut découverte du 17 au 19 janvier 1932, lors de la cinquième saison des fouilles franco-américaines de Doura-Europos, et fouillée de 1932 à 1933. À la suite du partage des trouvailles entre la Syrie et l'université Yale, ses fresques furent déposées pour être exposées à Yale. La découverte d'un édifice de culte chrétien antérieur à la Paix de l'Église, possédant un important décor peint, relança à la fois la recherche sur les origines architecturales des édifices ecclésiastiques et sur le premier art figuratif chrétien.

## Architecture

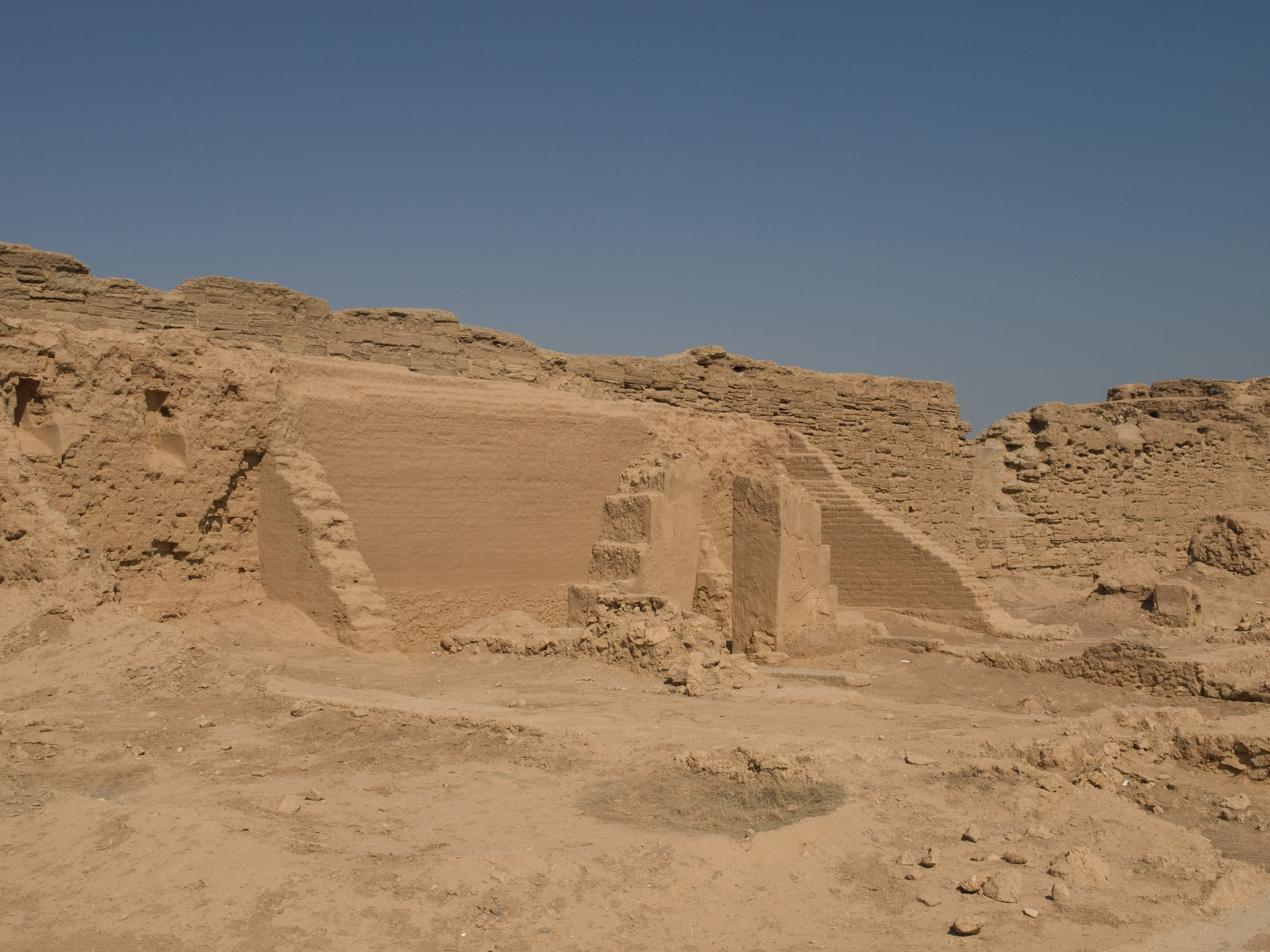
Vestiges de la domus ecclesiae à Doura-Europos.

### Avant l'aménagement en chapelle
La chapelle chrétienne peut véritablement être qualifiée de domus ecclesiae dans la mesure où elle occupe une ancienne habitation privée située dans l'îlot M8, le long du rempart ouest de la ville, en face de la Porte 17, à petite distance au sud de la porte principale. Cette maison possède un plan typique de l'architecture domestique douréenne, avec une cour centrale carrée autour de laquelle sont agencées les diverses pièces. Elle communique avec la rue par une porte modeste.
La datation de cette construction est donnée par une inscription sur un enduit de plâtre de la pièce 4B où figure la date 232/233. La maison est probablement construite sur un lot de terrain non bâti, un peu plus grand que la taille moyenne des lots fonciers de demeures individuelles à Doura : de forme trapézoïdale, il mesure environ 17,40 m d'est en ouest, et de 18,60 à 20,20 m du nord au sud. L'îlot M8 auquel il appartient reste vierge de construction jusqu'au milieu du Ier siècle, avant d'être assez brièvement occupé par un édifice — peut-être une habitation — qui dut être détruit dès le début du IIe siècle à en juger par l'épaisseur importante de la couche d'abandon (1,30 m) recouvrant ses vestiges. La construction d'une première habitation sur l'îlot serait postérieure à l'occupation romaine (165), et fut suivie d'autres constructions uniquement dans les années de forte croissance urbaine accompagnant le renforcement militaire de la ville (209-211).
La maison utilisée par les chrétiens, qui ne présente pas de signes d'une occupation prolongée, serait encore plus tardive, le graffiti pouvant être interprété comme datant sa construction. Dans cette hypothèse, le réaménagement en édifice de culte ne peut guère intervenir que quelques années plus tard, vers 240/241.

### La transformation en chapelle

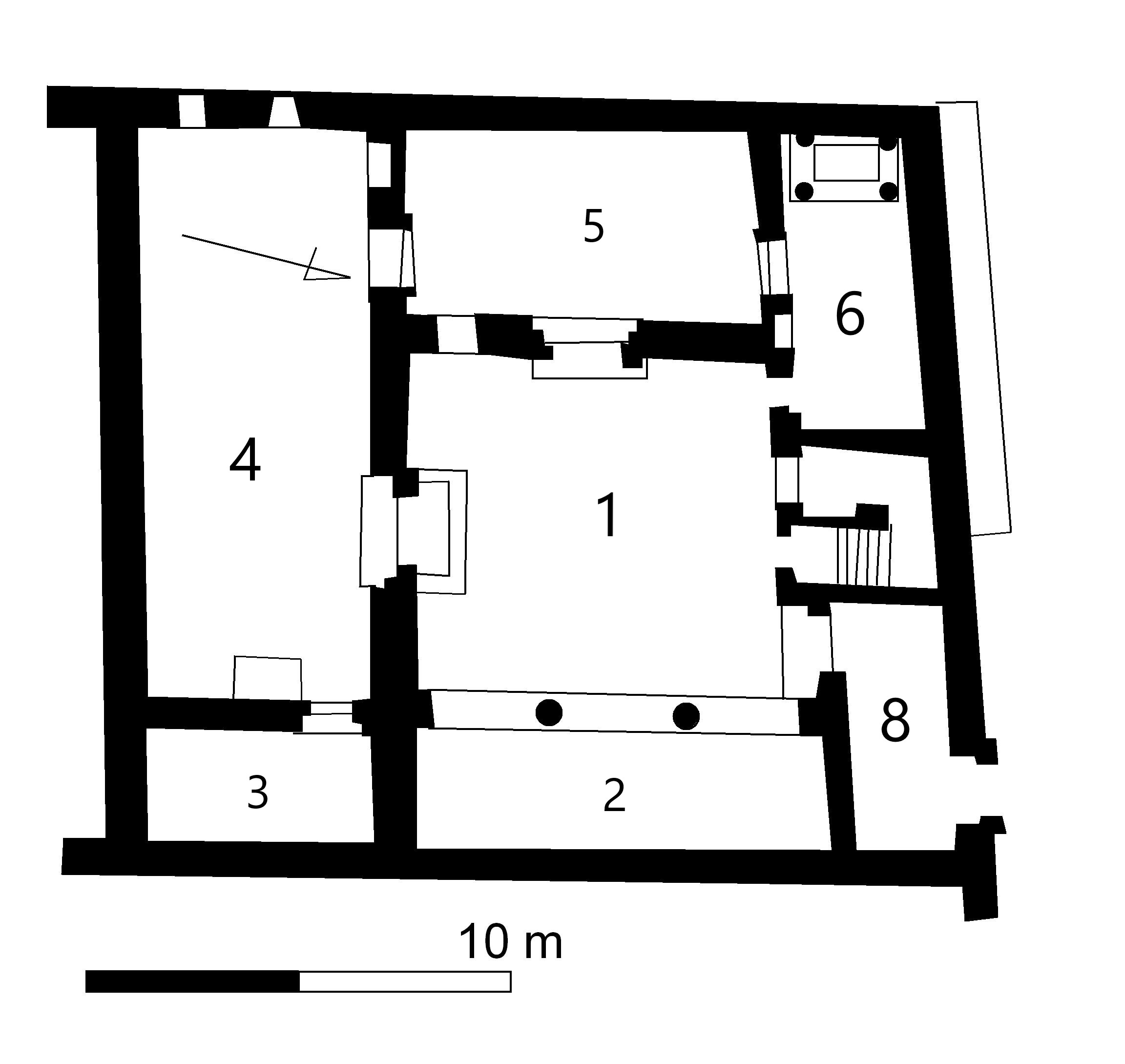
Plan de la demeure réaménagée en domus ecclesiae.

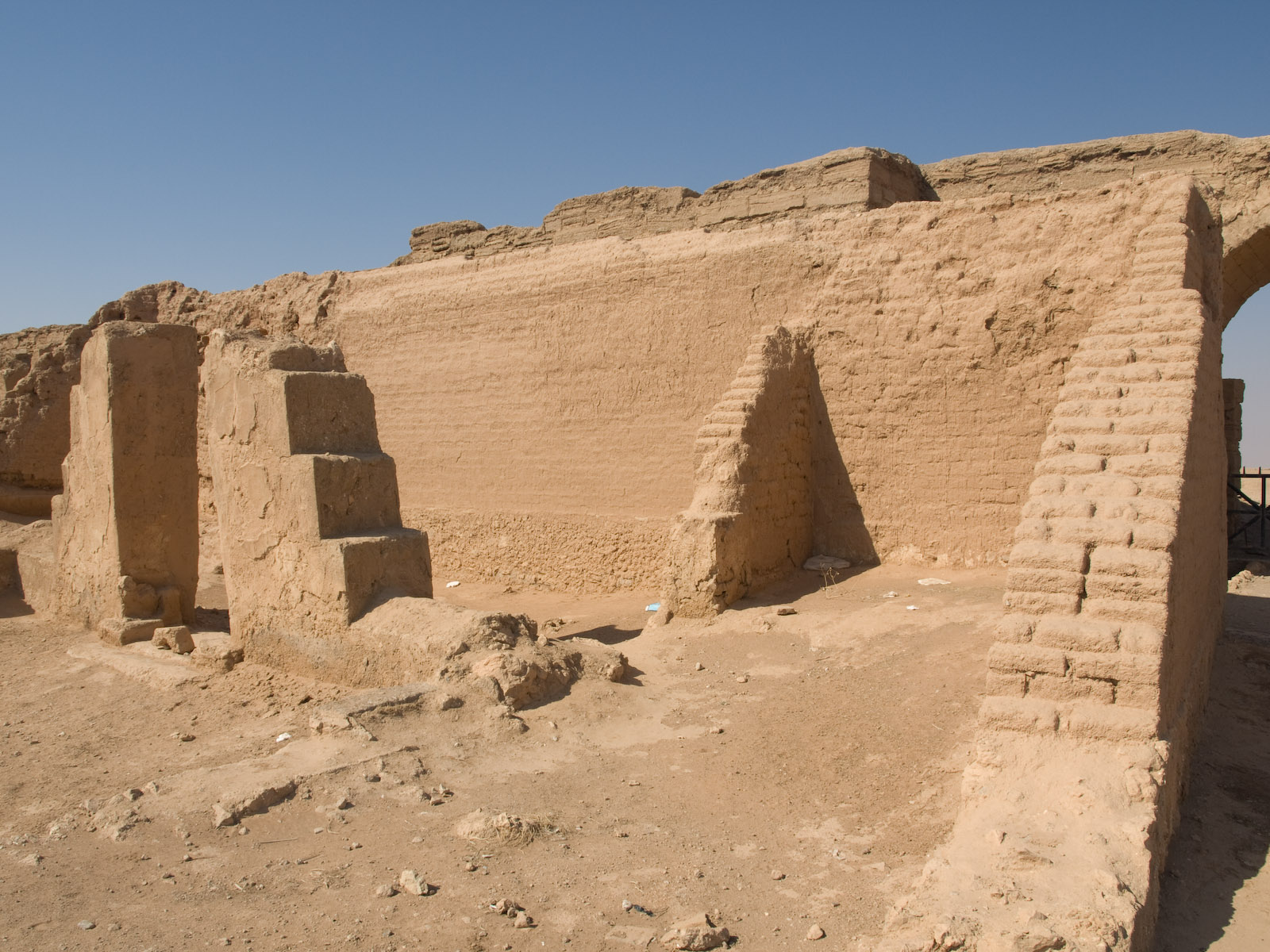
Vestiges de la domus ecclesiae à Doura-Europos vus depuis la rue nord.

La transformation de la demeure se fait apparemment en une seule fois et concerne essentiellement les pièces ouest et sud de l'édifice. La première pièce depuis la rue (Pièce 8, 5,7 × 2,5 m environ), dans l'angle nord-est du bâtiment, sert de vestibule. Elle ouvre par un passage monumentalisé par un arc sur la cour, deux marches en contrebas. Cet espace presque carré (7,70 × 7,70 à 8,55 m) est lui-même rénové : le sol rehaussé de 0,08 m est couvert de tuiles sur une couche de mortier de plâtre, supprimant dans l'opération le petit bassin pour recueillir les eaux de pluie, situé précédemment dans l'angle nord-ouest. Une banquette basse et étroite (0,50 m pour une largeur de 0,42 m) en maçonnerie est construite le long des murs ouest, nord et sud. Elle est précédée d'une marche devant la cage d'escalier 7 et la porte de la pièce 6.
Le côté est de la cour donne sur un portique (2) de deux colonnes (d'un diamètre de 0,75 m) également espacées. Il mesure environ 9 m sur 2,65 m. Les colonnes permettent d'estimer la hauteur du plafond dans les pièces 2 et 3 à environ 4 m. Au milieu du côté sud de la cour ouvre une porte monumentale (1,60 m de large) qui est le principal accès à l'aile sud du bâtiment.
À l'origine, celle-ci comprenait le triclinium de la maison, la pièce la plus grande, d'environ 8 × 5,15 m, servant de salle-à-manger (pièce 4A). Haute de plafond (environ 5,07 m), elle était aussi surélevée par rapport à la cour (de presque 0,50 m) et comportait une banquette périphérique de maçonnerie recouverte d'un enduit de plâtre. Un brasero était situé immédiatement à droite de l'entrée. Une petite porte dans l'angle nord-est était le seul accès à une pièce secondaire dans l'angle sud-est de la maison (pièce 3), probablement une pièce de service ou de stockage pour cette salle-à-manger. Une autre porte, un peu plus importante, en vis-à-vis, dans l'angle nord-ouest de la pièce 4A donnait sur la pièce 4B, probablement aussi une pièce de service.
Lors de la transformation de l'édifice, les deux pièces 4A et 4B sont réunies de façon à constituer une vaste salle rectangulaire (12,90 × 5,15 m), dont le sol est rehaussé par remblaiement du précédent jusqu'à hauteur de la banquette. Sur le côté est, une plateforme est aménagée contre le mur de cloison séparant la nouvelle salle de la pièce 3 qui, elle, est conservée : cette plateforme aurait accueilli un lutrin pour un lecteur, ou alternativement une cathèdre. Un trou dans le sol situé tout à côté aurait accueilli le pied d'une lampe. Une fenêtre est percée dans le mur donnant sur la cour, juste au nord de la porte. Cette grande pièce constitue ainsi la salle de réunion de la communauté chrétienne.

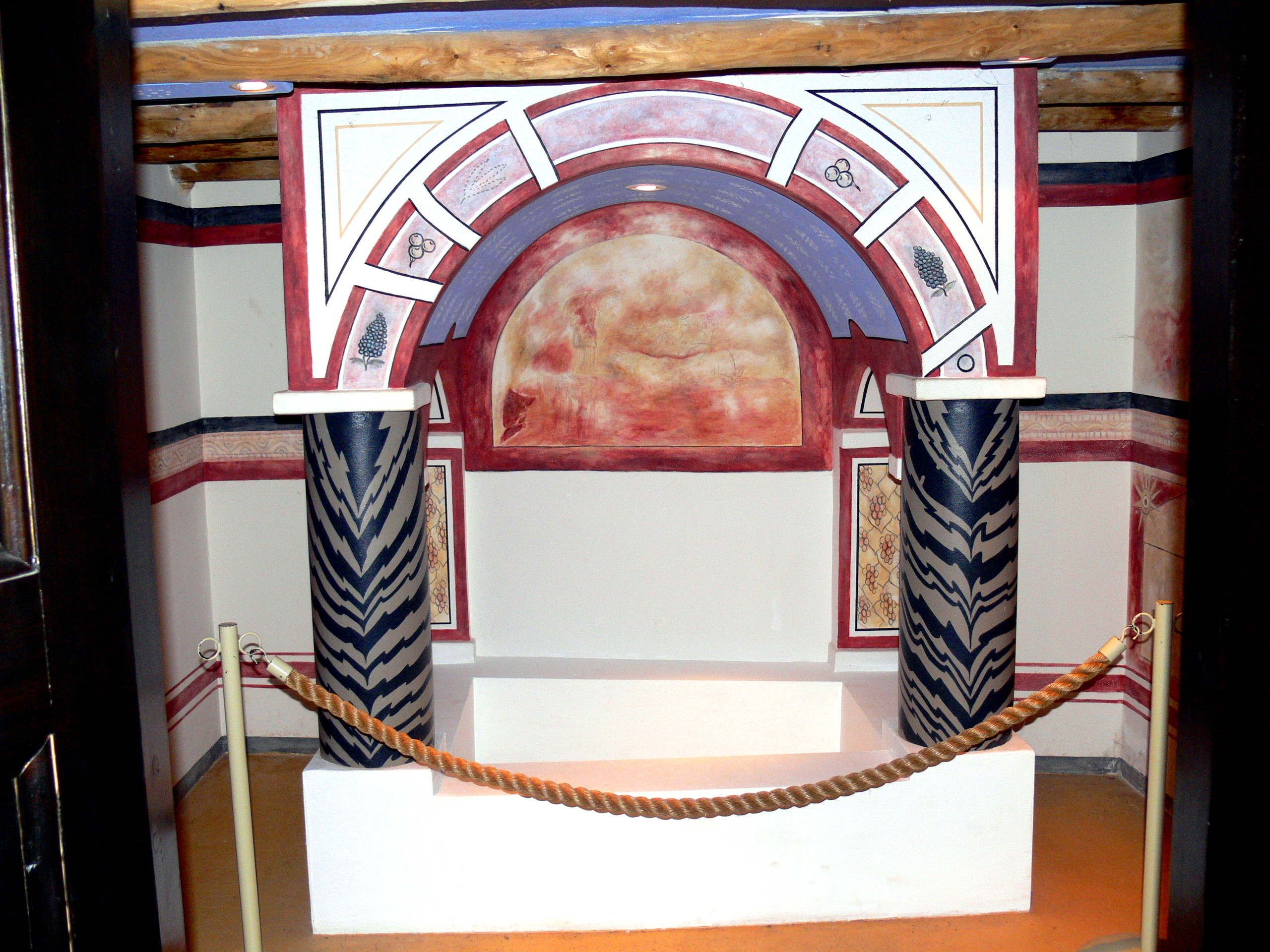
Reconstitution du ciborum.

Dans l'aile nord de la maison, la pièce 5 (environ 7,50 × 4,20 m), qui devait constituer avec la pièce 6 à l'angle nord-ouest, les quartiers privés de la demeure — peut-être le gynaikeion —, est conservée en plan. Une fenêtre est toutefois percée dans le mur sud-est et l'embrasure de la porte menant vers la pièce 6, au nord, est pourvue d'un décor soigné inhabituel pour une porte intérieure. La pièce 6 (de dimensions approximatives 6,8 × 3,15 m) est pour sa part profondément transformée en baptistère. Dans son état originel, elle devait constituer, une pièce de service. Elle est d'abord divisée dans le sens de la hauteur par installation d'un plafond à 3,45 m du sol. La partie ouest est creusée jusqu'au substrat rocheux pour l'installation d'un bassin contre le mur occidental. Le bassin est large intérieurement de 1,63 m pour une profondeur de 0,95 m (dont 0,50 m au-dessus du niveau du sol de la pièce). Il est surmonté d'un ciborium en maçonnerie de briques et de mortier, constitué d'une voûte en berceau (large de 1,74 m) supporté par deux pilastres le long du mur ouest et deux colonnes de maçonnerie sur le côté est. Une petite marche (0,20 m) est construite devant le bassin. L'ensemble constitue les fonts baptismaux d'édifice de culte. De l'autre côté de la pièce, une banquette basse (0,22 m de haut pour 0,50 m de large) est construite le long du mur. Enfin, une niche demi-circulaire est creusée dans le mur sud, entre les deux portes, et une table dressée devant elle. L'ensemble des parois de la pièce reçut ensuite un riche décor peint : des motifs géométriques et végétaux sont peints sur les fonts baptismaux, le plafond de la pièce et la voûte reçoivent un décor d'étoiles blanches sur un fond bleu, selon un motif assez similaire à celui de la voûte du mithraeum de Doura Europos. Le décor du ciborium rappelle également celui de la niche de la Torah dans la synagogue : les mêmes artistes sont probablement responsables des deux décors.

## Décor figuré
Le décor de fresques figurées du baptistère, réparti sur la lunette du ciborium et les parois de la pièce, est extrêmement organisé et réfléchi. Ces fresques, dont les scènes sont tirées de l'Ancien et du Nouveau Testament, constituent l'un des plus anciens programmes chrétiens de ce genre. Elles portent une iconographie signifiante qui s'adresse à des initiés. Elles ne servent pas seulement à décorer le lieu de culte, mais elles sont conçues pour ce lieu spécialement.

### La fresque des fonts: le Bon Pasteur, Adam et Eve
Dans la lunette, on trouve la représentation d'un personnage masculin debout, vêtu d'une tunique courte ceinturée à la taille, portant un mouton sur ses épaules et accompagné de son troupeau. Il s'agit du Bon Pasteur, une figure symbolique qui présente le Christ comme un berger prêt à se sacrifier pour un seul élément de son troupeau. Cette iconographie est associée à une figure masculine et une figure féminine dissimulant leur nudité et cueillant des fruits. Un serpent se trouve devant eux. Il s'agit des figures d'Adam et Ève commettant le péché originel.
Ces deux scènes sont associées puisqu'elles surmontent l'endroit où le fidèle sera lavé de ses péchés par le baptême, grâce au Christ qui est le nouvel Adam venu laver les péchés du monde.

### La guérison du paralytique, et Pierre sauvé de la noyade

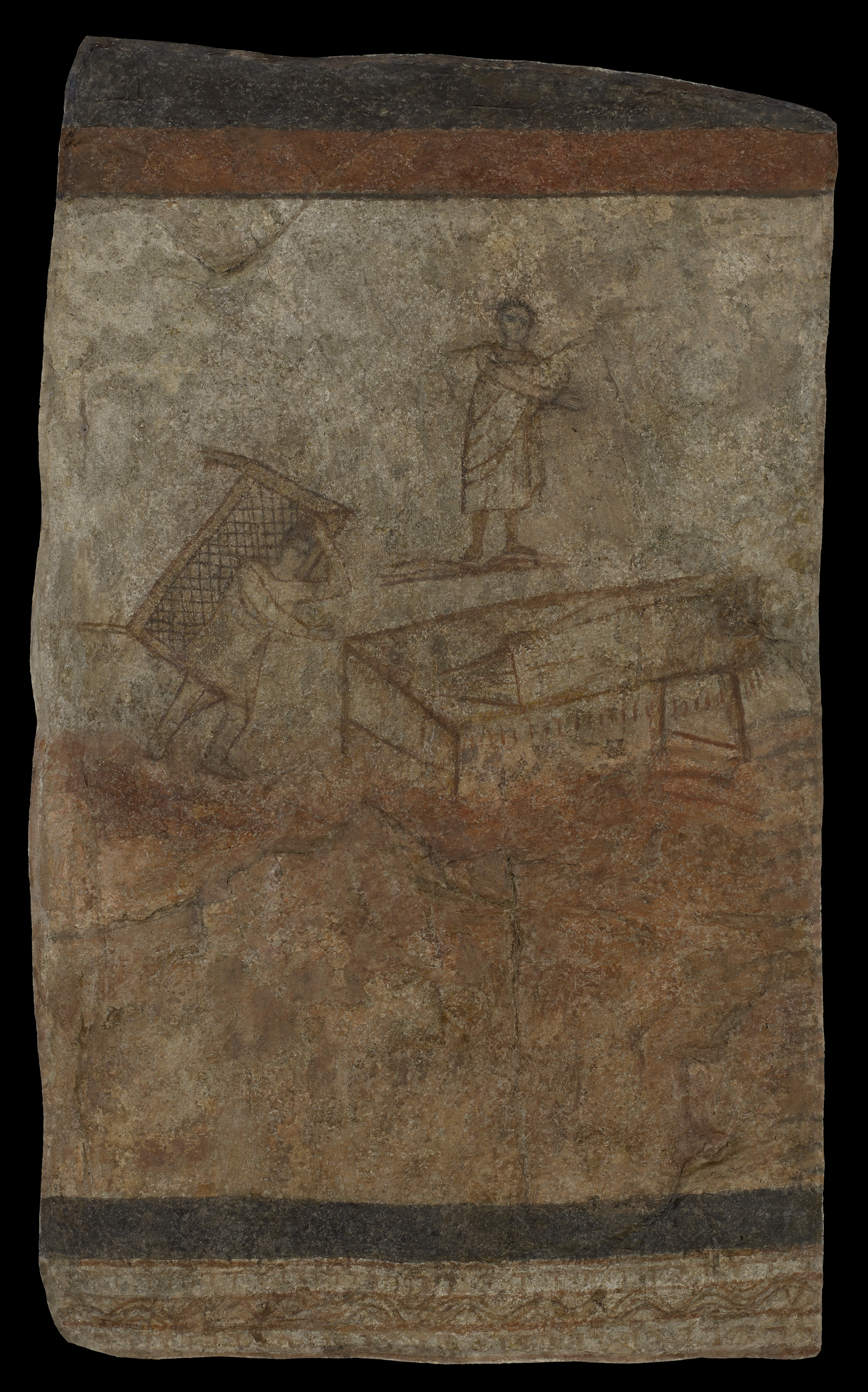
Le Christ soignant le paralytique. Le paralytique est d'abord couché (à droite), puis Jésus (au centre) le guérit. Il porte ensuite son lit (à gauche).

Cet épisode, tiré de l’Évangile selon Marc, se déroule à Capharnaüm. Le Christ, jeune et imberbe, tend le bras vers le paralytique, qui porte ensuite le lit sur lequel il était couché car guéri.
Le programme se poursuit avec la scène de Pierre sauvé de la noyade par le Christ, vêtu d'un long manteau, marchant sur l'eau.
Ces deux scènes sont des scènes de miracle accomplis par le Christ. Appelés "paradigmes de Salut", ce sont des interventions divines en faveur de fidèles, et témoignent de l'espoir du néophyte (fraîchement baptisé) de recevoir la sollicitude de Dieu.

### Les myrrhophores
Cette scène représente des figures de femmes, traitées en aplat de couleur et se détachant sur un fond ocre. Elles se dirigent vers un édifice à toit à double pente. Ce sont les saintes femmes qui se dirigent vers le tombeau du Christ, pour y voir que le Christ, ressuscité, n'est plus là.
Cet épisode représente la Vie éternelle qu'apporte au fidèle le Salut après la mort.

## Inscriptions
Plusieurs graffiti chrétiens ont été retrouvés dans l'édifice, qui confirment, si besoin était, la destination religieuse de l'édifice et datent sa construction originelle.

### Dôrothéos
Dans la pièce 4, l'enduit de plâtre de la première phase porte le graffiti suivant : 

« L'an 544 (232/233). Qu'on se souvienne de Dôrothéos. »

Dôrothéos est selon toute probabilité l'artisan plâtrier qui a réalisé cet enduit, permettant de dater la construction de la maison.

### Proclus
Dans la pièce 6 (le baptistère), sur le mur sud entre les deux portes, le cadre supérieur du panneau de David et Goliath comporte un graffiti grossièrement incisé sur l'enduit : 

« Jésus Christ (soit) avec vous. Souvenez-vous de Proclus. »

La première partie de cette courte inscription est une formule qui peut être comprise en référence à la formule chrétienne commune, « le Seigneur soit avec vous ». La seconde partie est une formule de dédicace très commune dans l'épigraphie douréenne, notamment, mais pas exclusivement dans un contexte funéraire, comme le montre la variante de la pièce 4. On la retrouve par exemple sur les tuiles du plafond de la  synagogue, dans la dédicace commémorant sa construction. Il n'est donc pas certain que cette inscription soit à prendre comme une dédicace funéraire. Le nom de Proclus est par ailleurs commun à Doura, notamment chez les soldats romains.

### Siséon
Un autre graffiti dans la pièce 6 est constitué de trois lignes incisées sur la frise à gauche de la niche semi-circulaire du mur sud. 

« Le Christ (soit avec vous). Souvenez-vous de l'humble Siséon. »

Le nom a été rapproché de l'inscription araméenne de la niche de la Torah, dans la synagogue, qui fait d'un certain Sisa l'artisan responsable de sa construction : pour Robert du Mesnil du Buisson, il s'agirait du même individu.

### Paul
Un troisième graffiti de trois lignes figure sur le mur nord de la pièce 4, à côté du jambage ouest de la porte ouvrant sur la cour. L'inscription est très fragmentaire et de lecture controversée puisque reposant sur plusieurs restitutions problématiques.

« (Le Christ soit avec vous). Souviens toi de Paul et […], le fils de Paul (…) l'évêque et (…) »

## La découverte de la chapelle
La fouille de l'îlot M8 avait été commencée lors de la quatrième campagne de la mission archéologique franco-américaine de Doura-Europos, sous la direction de Maurice Pillet, en 1930-1931, mais s'était révélée décevante : de simples maisons avaient été mises au jour, et le dégagement de celle occupant l'angle nord-ouest du lot, d'apparence quelconque, était restée inachevée. Lorsqu'il reprend la direction des fouilles pour la cinquième saison, en octobre 1931, Clark Hopkins décide de faire dégager les derniers vestiges encore enfouis de la maison, sur le côté ouest, davantage par scrupule qu'avec un réel espoir d'y faire une découverte spectaculaire. De fait, les premiers travaux sont décevants et ne livrent qu'un graffito datant de 232 l'enduit de plâtre d'une des grandes salles. Mais le 17 janvier suivant, le contremaître responsable du secteur, Abdul Messiah, vient le prévenir que la fouille de la dernière pièce restant à explorer, un petit local dans l'angle nord-ouest de la maison, laissé jusque-là de côté, possède un enduit peint aux motifs géométriques bien conservés. C. Hopkins décide alors de reprendre personnellement la direction de la tranchée. Le lendemain, les ouvriers découvrent le baldaquin peint installé contre le mur ouest de la pièce, ainsi que les premiers fragments de la fresque représentant les miracles du Christ sur le mur nord voisin. C. Hopkins retire alors les ouvriers du secteur et poursuit lui-même la fouille les jours suivants (les 18 et 19 janvier), avec l'aide de ses assistants, les architectes Deigert et Pearson.